# جان فرانسوا شاربونييه
جان فرانسوا شاربونييه (بالفرنسية: Jean-François Charbonnier)‏ هو لاعب كرة قدم ومدرب كرة قدم فرنسي في مركز الدفاع، ولد في 18 يناير 1959 في 3rd arrondissement of Lyon ‏ في فرنسا، وتوفي في 7 ديسمبر 2020 في Sainte-Foy-lès-Lyon ‏ في فرنسا. لعب مع باريس سان جيرمان وستاد ريمس ونادي باريس ونادي كان.

## وصلات خارجية
- جان فرانسوا شاربونييه على موقع قاعدة بيانات كرة القدم.إي يو (الإنجليزية)
- جان فرانسوا شاربونييه على موقع ليكيب (الفرنسية)
- جان فرانسوا شاربونييه على موقع عالم كرة القدم.نت (الإنجليزية)